# Microfinança

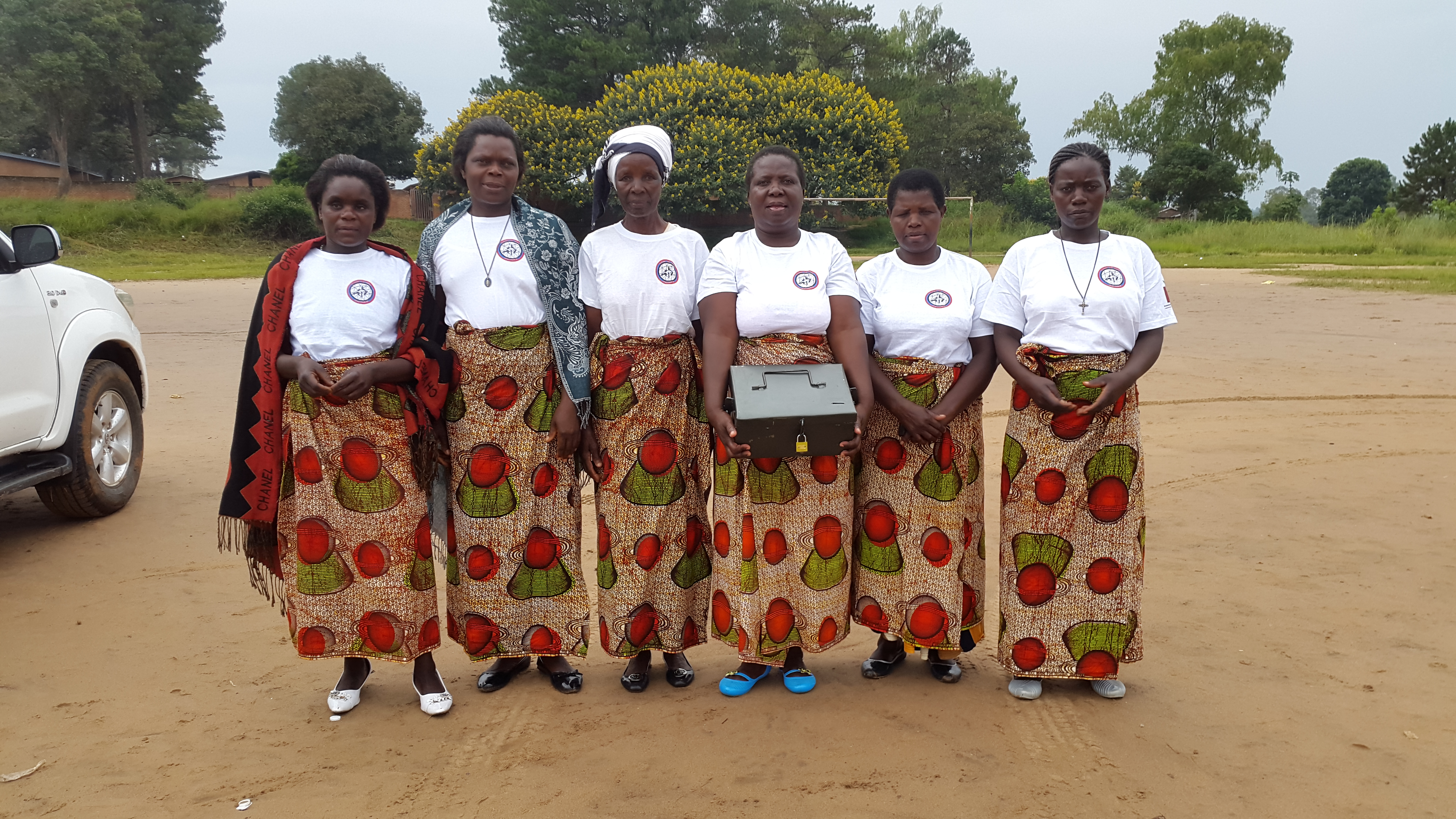
Dones de Malawi amb la seva caixa d'estalvi

Les microfinances són la concessió de microcrèdits als emprenedors pobres i a les petites empreses que no tenen accés a serveis bancari o d'altres sistemes financers normalitzats relacionats. Els dos principals mecanismes per a la prestació de serveis financers a aquests tipus de clients eren, inicialment, una relació entre emprenedors i petites empreses, i models basats en un grup, en el qual diversos empresaris s'unien per sol·licitar préstecs i altres serveis com a grup. Amb el pas del temps, les microfinances han evolucionat com un moviment social més ampli, generalment referit a persones pobres als països en desenvolupament, l'objecte del qual és «un món en el qual tothom, especialment el màxim nombre de famílies pobres i socialment marginades, tinguin accés permanent a una àmplia gamma de productes i serveis financers adaptats a les seves necessitats i d'alta qualitat, incloent no només crèdits sinó també estalvis, assegurances, serveis de pagament i transferències de fons». Els qui promouen les microfinances creuen que aquest accés ajudarà als pobres a sortir de la pobresa, són una forma de promoure el desenvolupament econòmic, l'ocupació i el creixement mitjançant el suport de microemprenedors i petites empreses; per a uns altres, és una forma de maniobrabilitat dels pobres per a gestionar millor les seves finances i aprofitar les oportunitats econòmiques mentre gestionen els riscos. Els termes han evolucionat: de microcrèdit a microfinances, i ara a 'inclusió financera'.
El microfinançament és una àmplia categoria de serveis, que inclou el microcrèdit. El microcrèdit és la prestació de serveis de crèdit a clients pobres; només un dels aspectes de les microfinances, i els dos sovint es confonen. Els crítics solen assenyalar algunes de les contraprestacions dels microcrèdits que poden generar endeutament; en aquest sentit Muhammad Yunus, especialista en la matèria, comenta que el cost no ha de sobrepassar el 10% de la taxa d'interès després de cobrir costos. A causa dels diversos contextos en els quals opera la microfinança i l'àmplia gamma de serveis que ofereix, no és té una visió generalitzada dels impactes que la microfinança pugui crear, malgrat diversos estudis que han intentat avaluar-los. El que fa, però, és millorar la inclusió financera.